# Ernstbrunn
Ernstbrunn é um município da Áustria localizado no distrito de Korneuburg, no estado de Baixa Áustria.

## Geografia
Ernstbrunn ocupa uma área de 80,69 km². 26,99 por centos da superfície são arborizados.

### Subdivisões
Os Katastralgemeinden do município se chamam Au, Dörfles, Ernstbrunn, Ernstbrunnerwald, Gebmanns, Klement, Lachsfeld, Maisbirbaum, Merkersdorf, Naglern, Oberleis, Simonsfeld, Steinbach e Thomasl.

## População
No fim de dezembro de 2005 tinha 3008 habitantes.

## Política
O burgomestre chama-se Johann Prügl que é membro da ÖVP.

### Conselho Municipial
- ÖVP 17
- SPÖ 5
- FPÖ 1